# 紅茶キノコ

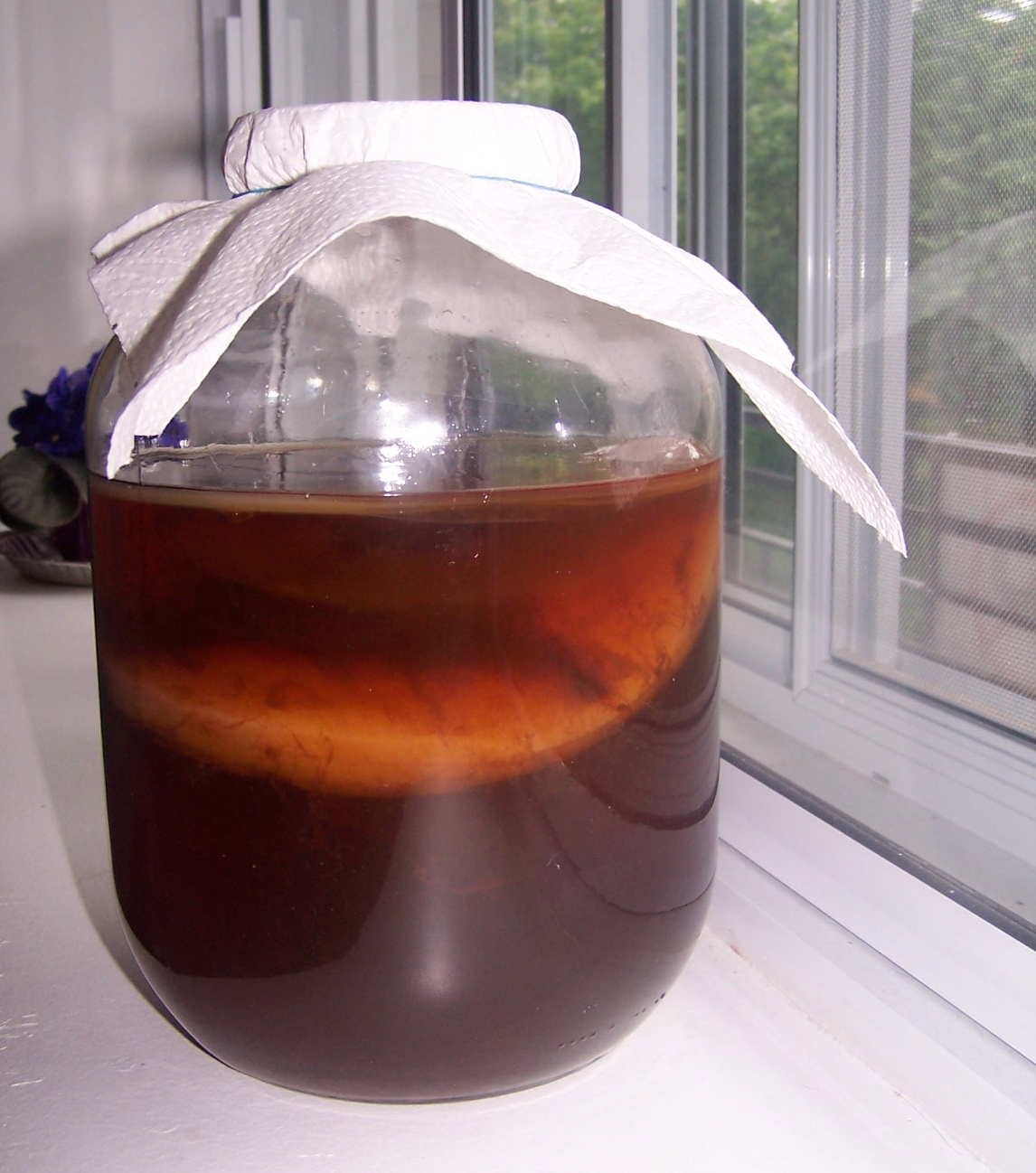
紅茶キノコ

紅茶キノコ（こうちゃキノコ、露: Чайный гриб）は中国原産で、後にシベリアでよく飲まれるようになった発酵飲料。紅茶に砂糖を加えて溶かし、微生物群を合わせて発酵を待つ。
日本では1975年に発行された『紅茶キノコ健康法』によって健康食品として流行。家庭で培養可能であることから口コミ的にも急激に株分けされて広まったが、管理方法などは知られておらず、流行は1年であっけなく終焉を迎えた。
欧米などではコンブチャ（Kombucha）と呼ばれ、健康飲料として売られている。マンゴー味、ストロベリー味、ローズヒップ味など、加工されているものもある。日本でもSNSなどを通じて関心を集め、「逆輸入」の形で2014年から2016年頃にかけて販売が拡大した
。「コンブチャ」の名称は、その後も日本国内で製造されている紅茶キノコ飲料にも使われている。

## 名称
紅茶キノコは「コンブチャ（Kombucha）」とも呼ばれる。これは日本語の「昆布茶」と似た名前だが、別のものである。1927年のチェコスロバキアの文献にKombuchaという表記が見られる。ゼラチン状の培地を海草（昆布）と誤解し、「昆布茶」と混同したという説がある。

## 性質
日本では1975年初頭からブームとなったが、飲んだ人の間で様々な生理的異常が生じたとされ、安全性と有効性に疑念が持たれた。1977年に東京都立衛生研究所の研究者らが都内の愛飲家から分けてもらった紅茶キノコについての調査では、紅茶キノコを構成する微生物に病原性は認められなかった。
共生細菌を多く含んだ発酵飲料として位置付けられる。適正に培養できない場合に糖度や酸性度が高くなりすぎることがあり、飲んだ人が死亡に到る危険性もありうるとして一部の専門家は注意を呼びかけている。

## 紅茶キノコの菌塊

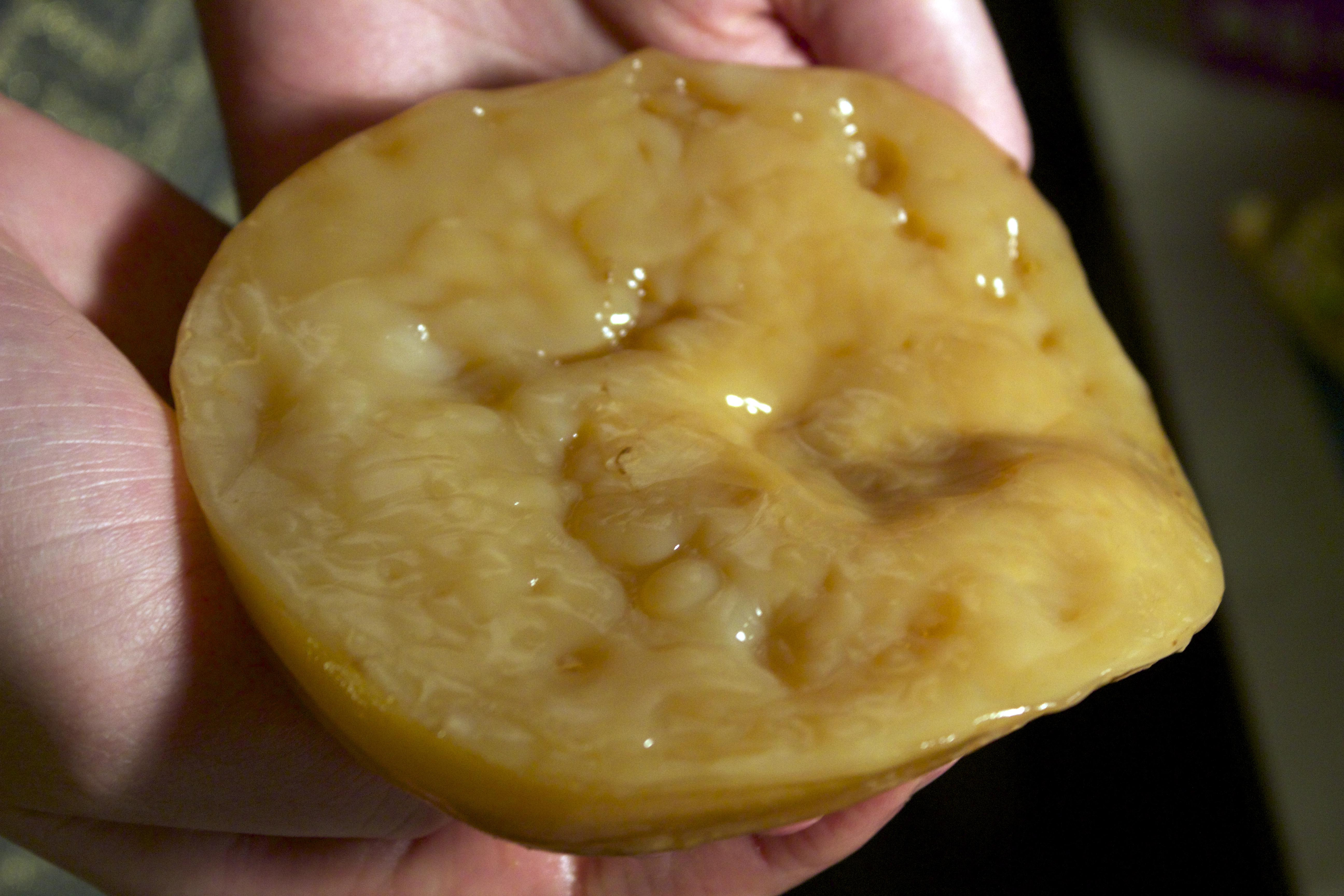
紅茶キノコの菌塊

俗にキノコと称されてはいるものの真菌（キノコ）の子実体ではなく、酵母の Zygosaccharomyces sp. と酢酸菌の Acetobacter xylinum を主菌相とするスコビー（細菌酵母共生体）である。酢母と似た様なものであり、産膜性酢酸菌が形成したセルロースゲル（不溶性食物繊維）で塊を形成している。製品評価技術基盤機構は紅茶キノコから分離した細菌 Komagataeibacter hansenii のセルロース膜産生性能がどの程度かを調べ他の Gluconacetobacter 属細菌と比較した。